# Alton Ford
Pour les articles homonymes, voir Ford (homonymie).
Alton Ford, Jr., né le 29 mai 1981 à Houston au Texas et mort le 2 avril 2018, est un joueur de basket-ball américain. Il évolue durant sa carrière au poste de pivot.

## Biographie
Alton Ford prend part à 73 matchs NBA avec Phoenix et Houston entre 2001 et 2004. Il joue en France brièvement à l'ASVEL (11,7 points et 4 rebonds en 3 matchs de Pro A en 2004) puis pour la JL Bourg (3,3 points et 3,3 rebonds en 4 rencontres de Pro B en 2010). Il est également passé par la Chine, la Pologne, la Bosnie-Herzégovine et la D-League, puis prend sa retraite sportive en 2011.
Diagnostiqué d'un lymphome en novembre 2017, il meurt le 2 avril 2018.